# Санаев, Владимир Иванович
Влади́мир Ива́нович Сана́ев (род. 10 ноября 1932, Кемля, Мордовская АО — 2009) — советский хозяйственный, государственный и политический деятель.

## Биография
С 1956 года, окончив Московский инженерно-строительный институт, работал прорабом механизированной колонны дорожного строительства в Архангельской области, инженером, старшим инженером, начальником производственно-технического отдела Управления строительства и промышленности строительных материалов Мордовского совнархоза, затем — начальником технического отдела управления «Мордовстрой».
Член КПСС. С 1966 года — заместитель, с 1982 — первый заместитель Председателя Совета Министров Мордовской АССР.
С 1983 года — секретарь, в 1985—1990 — второй секретарь Мордовского обкома КПСС (с 24 августа по 27 октября 1990 исполнял обязанности первого секретаря).
Был избран депутатом Верховного Совета Мордовской АССР, депутатом Верховного Совета РСФСР 11 созыва, а также народным депутатом (входил во фракцию «Коммунисты России»): член Совета Республики Верховного Совета РФ (1990—1993), член Комитета по строительству, архитектуре и жилищно-коммунальному хозяйству.

## Семья
Женат, двое детей.